# Gerhard Veidl
Gerhard Veidl (* 1972) ist ein ehemaliger österreichischer Basketballspieler.

## Laufbahn
Veidl entstammte der Jugendarbeit des BBC Wolfsberg. Nach der Matura an der Bundeshandelsakademie und Bundeshandelsschule (HAK) Wolfsberg wechselte der 1,98 Meter große Centerspieler 1992 zum Bundesligisten ABC Klagenfurt (später in Wörthersee Piraten umbenannt) und spielte bis 2002 für die Klagenfurter. 2001 wurde er mit den Piraten österreichischer Vizemeister. Während seiner Spielerlaufbahn stand Veidl auch im Aufgebot der österreichischen Nationalmannschaft.
Veidl absolvierte an der Karl-Franzens-Universität Graz ein Studium in den Fächern Wirtschaftspädagogik und Wirtschaftswissenschaften, welches er mit der Dissertation abschloss. Anschließend arbeitete er zwei Jahre lang in Graz in einer Steuerberatungskanzlei, unterrichtete im Schuljahr 2004/05 an der HAK Liezen tätig und ab 2005 die Fächer Rechnungswesen, Betriebswirtschaft und Netzwerktechnik an der HAK 1 Klagenfurt. Im Dezember 2013 trat er die Stelle des Direktors der HAK Wolfsberg an.
Veidl ist Mitverfasser mehrerer Lehrbücher zu den Themen Rechnungswesen und Unternehmensrechnung.